# Исалько (вулкан)
Иса́лько (исп. Izalco) — вулкан в Сальвадоре.
Высота над уровнем моря — 1885 м. Вулкан расположен в горном хребте Апанека на западной стороне центральноамериканской системы Кордильер на территории департамента Санта-Ана и южнее от другого активного вулкана Санта-Ана, с которым образует фактически единую систему.
Исалько — один из самых молодых вулканов Центральной Америки и считается одним из самых активных в мире. Первое зарегистрированное извержение произошло в 1770 году, что стало его формированием в своём современном виде. С тех пор постоянная активность наблюдалась вплоть до 1958 года, но без сильных извержений. Однако, в 1966 году извержение уничтожило деревню Матасано и повлекло гибель 56 человек. После этого активность снизилась, но периодически происходят выбросы вулканического пепла на высоту до 300 м. За свою активность вулкан был прозван Тихоокеанским маяком или маяком Центральной Америки.
Почвы на склонах вулкана достаточно плодородны, и, несмотря на риск, используются в сельскохозяйственных нуждах (кофе, какао, сахарный тростник и пр.).
До введения в Сальвадоре американского доллара в 2001—2002 гг, на банкноте в 10 колонов был изображён вулкан Исалько.